# Конституция Республики Косово
Конституция Косова (алб. Kushtetuta e Kosovës) — основной закон частично-признанной Республики Косово.
Вступила в силу 15 июня 2008 года. До принятия конституции ситуация в Косове регулировалась положениями временной конституционной системы, основанной на Резолюции Совета Безопасности ООН № 1244 и ратифицированной в 2001 году. Эта конституционная система предусматривала временные институты самоуправления.
Правительство Сербии, которое рассматривает Косово в качестве части собственной суверенной территории и отказывается от требований независимости со стороны Косова, не признало новую конституцию. Проблема о суверенитете Косова возникла в конце XX века после распада Югославии, частью которой была Сербия.

## Конституция 2008 года
Проект новой конституции был подготовлен и опубликован в апреле 2008 года.
Конституция Косова была ратифицирована 9 апреля 2008 года и вступила в силу 15 июня 2008 года.
Государственными языками признаются албанский и сербский. Турецкий, боснийский и цыганский получают статус служебных. Миссия ООН по делам временной администрации в Косове не собирается покидать Косово, так как Совет Безопасности ООН не прекращает миссию. Поскольку новая конституция не будет исполняться в сербских анклавах Косова, её вступление в силу в албанской части де-факто зафиксировало разделение Косова.